# Johor Darul Ta'zim FC
 (décembre 2022).
Si vous disposez d'ouvrages ou d'articles de référence ou si vous connaissez des sites web de qualité traitant du thème abordé ici, merci de compléter l'article en donnant les références utiles à sa vérifiabilité et en les liant à la section « Notes et références ».
Ne pas confondre avec le Johor FA.
Maillots
Actualités
Dernière mise à jour : 5 mars 2025.
Johor Darul Ta'zim Football Club ou simplement JDT est un club de football professionnel basé à Johor Bahru, Johor en Malaisie. Le club a été fondé en 1972 sous le nom de PKENJ FC et participe à la première division du football malaisien, la Malaysia Super League. Le club appartient à Tunku Ismail Sultan Ibrahim. En 2014, JDT a remporté son premier titre national lors de la première saison sous le manager Croate Bojan Hodak.  Sous la tutelle de l'Argentin Mario Gómez, il a remporté la Coupe de l'AFC en 2015 et la Super League 2015. JDT est devenu la deuxième équipe malaisienne depuis 1967 à participer à une finale d'une compétition continentale majeure, et le premier club malaisien à remporter un titre continental.
Entre 2014 et 2022, JDT a remporté neuf titres de champion consécutifs. Avant cet exploit, aucune équipe malaisienne n'avait jamais remporté le championnat plus de deux fois de suite depuis que le système de ligue a été introduit pour la première fois en Malaisie en 1979. Depuis 2012, le Johor Darul Ta'zim FC est connu sous son nouveau surnom, les Southern Tigers ( malais : Harimau Selatan ), remplaçant l'ancien surnom de Jengking (Scorpion). Le nouveau surnom est basé sur les armoiries du Conseil d'État de Johor. Le terrain de l'équipe est le stade Sultan Ibrahim d'une capacité de 40 000 places. Depuis 2013, le club a développé une rivalité féroce avec Pahang et Felda United.

## Histoire

### L'ère du Johor FC (1996-2011)

Ancien logo

Le club a été fondé en 1972 sous le nom de PKENJ FC.  Après avoir remporté la Malaysia FAM Cup à deux reprises, la Johor Corporation (une société financée par l'État) a décidé de reprendre le club en 1996 et a changé son nom en Johor Football Club (Johor FC).  Le club a terminé deuxième de la saison 1996. En 1998, le Johor FC a été promu dans la ligue de football malaisienne de deuxième niveau, la Liga Perdana 2 et a remporté le titre en 2001, ce qui a assuré la promotion en première division, la Liga Perdana 1. Après deux ans dans la première division, le Johor FC a été relégué au  nouvelle deuxième division, la Malaysia Premier League après avoir échoué à obtenir une promotion dans la nouvelle division supérieure, la Malaysia Super League au cours de la saison 2003.  Le club a obtenu une promotion automatique dans la Super League de Malaisie au cours de la saison 2006-07 après la décision de l' Association malaisienne de football d'étendre la ligue à 14 équipes et a été un des 5 meilleurs finisseurs réguliers de la ligue.  Le Johor FC a été la première équipe de club du système de la ligue de football malaisienne à participer à la Coupe de Malaisie en 2000 sous la direction de l'entraîneur anglais Bruce Stowell.  La Coupe de Malaisie était auparavant dominée par les équipes d'État et en battant ATM au total lors de la qualification de groupe du deuxième tour, le club a marqué un autre record dans la compétition.  Le club a également participé à la Coupe AFC en 2009 en remplacement de Negeri Sembilan lorsque ce dernier s'est qualifié mais n'a pas participé à la compétition.

### Ère Johor Darul Ta'zim (2013-présent)
À partir du 2 février 2012, l'ancien footballeur international singapourien Fandi Ahmad a commencé son contrat de trois ans avec Johor FA en tant que conseiller technique.  Plus tard dans l'année, Fandi a assumé le rôle d'entraîneur-chef de l'équipe.  L'équipe a finalement terminé quatrième de la saison 2012 de la Premier League malaisienne. Tunku Ismail a été officiellement nommé nouveau président de Johor FA (PBNJ) lors du congrès de l'association qui s'est tenu le 16 février 2012. Au cours du congrès, il a d'abord avancé une proposition de refonte de l'ensemble de la structure organisationnelle et de ses activités footballistiques.  Une partie du plan était de regrouper ses équipes de football en un seul représentant en compétition dans la Ligue malaisienne.
Au cours de la saison, il y a eu plusieurs allégations de matchs truqués et des enquêtes impliquant des joueurs d'équipes basées au Johor. À la fin de la saison 2012, le football johorien était en mauvais état.  Les équipes basées à Johor étaient sous-performantes et en difficulté dans la Ligue malaisienne.  Le Johor FC a évité de justesse la relégation en Super League malaisienne, tandis que d'autres clubs basés au Johor - Johor FA, Johor Bahru City F.C. et MP Muar FC – avaient du mal à concourir en Premier League malaisienne.  Quelques mois seulement après que Tunku Ismail Sultan Ibrahim a pris ses fonctions de président de Johor FA, une refonte stratégique audacieuse au sein de Johor FA (PBNJ) a été lancée.  La décision visait à réaligner et à consolider les équipes de football et les clubs représentant le Johor.  Il a vu les deux équipes, Johor FC et Johor FA être placées sous une direction unique pour assurer la stabilité des deux équipes.  Tous les clubs basés au Johor, à l'exception du Johor FC et du Johor FA, ont été retirés de la Ligue malaisienne.  Les deux équipes ont été réintégrées avec le même nom et ont été placées dans l'ordre numérique.  En décembre 2012, la FAM a annoncé qu'elle avait reçu la demande de changement de nom de l'équipe en Darul Ta'zim FC pour la prochaine saison 2013 et sans aucune objection.  L'équipe a ensuite été rebaptisée Johor Darul Ta'zim Football Club.
Officiellement, 2013 a été la première année au cours de laquelle les Southern Tigers ont fait leurs débuts dans le cadre de la nouvelle initiative de transformation.  Un stade Larkin entièrement rénové a été conçu pour accueillir plus de fans.  Avec l'introduction des abonnements de saison, il a permis aux fans d'accéder à tous les matchs de compétition pendant une saison entière.  Au début de la saison 2013, Fandi Ahmad s'est vu confier le rôle d'entraîneur-chef de l'équipe de la Super League malaisienne, tandis que l'équipe de la Premier League malaisienne était dirigée par l'ancien international et joueur de Johor, Azmi Mohamed, avec l'aide de son compatriote Ismail Ibrahim. Avant le début de la saison, Johor a recruté l'ancien international espagnol Dani Güiza et le milieu de terrain italien Simone Del Nero. Cependant, les deux sont partis au milieu de la saison.  JDT a réussi à atteindre la finale de la FA Cup de Malaisie 2013 sur la règle des buts à l'extérieur, battant Pahang FA. En finale, JDT a perdu 1-0 contre Kelantan FA.  Au milieu de la saison 2013, Fandi Ahmad a été relevé de ses fonctions d'entraîneur, mais resterait en tant que manager de l'équipe.  Azmi Mohamed est devenu l'entraîneur du JDT par intérim en attendant l'arrivée d'un nouvel entraîneur principal.  Lors de la première saison après la transformation du club, JDT a réussi à terminer troisième de la Super League malaisienne 2013.  Plus tard, juste un jour avant le coup d'envoi de la Coupe de Malaisie 2013, Fandi Ahmad a démissionné de son poste de directeur d'équipe et s'est séparé de Johor FA à l'amiable.  Avec la motivation de rajeunir les jours de gloire du passé dans le futur, JDT a nommé l'ancien entraîneur de Valence et de l'Atlético Madrid Cesar Ferrando Jimenez comme entraîneur-chef du nouveau club.
En février 2014, Bojan Hodak a été nommé chef d'équipe pour assister Cesar Jimenez dans ses fonctions de direction.  Le 26 juin 2014, JDT a obtenu son premier titre de champion national en battant Sarawak FA 1-0.  Lors de la campagne de la Coupe de Malaisie 2014, JDT s'est qualifié pour la finale pour la première fois en 23 ans, imitant l'ancien Johor FA qui a remporté le doublé (victoires du championnat et de la Coupe de Malaisie).  Présenté comme le "Match of Heavyweights", c'était un match très attendu entre JDT (champions de la ligue) et Pahang (vainqueurs de la FA Cup de Malaisie). JDT a perdu 5–3 aux tirs au but.
Le 31 janvier 2015, JDT a participé au Piala Sumbangsih pour la première fois de l'histoire du club, se qualifiant pour la compétition en tant que champion de Malaisie 2014.  Ils ont battu Pahang 2-0 pour remporter le trophée.  Le club a fait ses débuts en Coupe AFC le 24 février 2015 avec une victoire 4-1 contre l'East Bengal FC lors du premier match de la phase de groupes.  Fin avril 2015, l'entraîneur-chef Bojan Hodak a quitté le club et a été remplacé par Roberto Carlos Mario Gómez.  En tant que nouvel entraîneur-chef, il a également reçu le pouvoir de réorganiser les programmes de développement des jeunes de JDT, en particulier ses équipes de développement, de JDT II à JDT V.
Le 12 juillet 2015, une annonce a été faite selon laquelle Tunku Ismail Ibni Sultan Ibrahim a quitté son poste de président de la Johor FA;  au lieu de cela, il servirait toujours en sa qualité de patron royal de Johor FA.  Dato' Haji Ismail bin Karim, secrétaire d'État du Johor, a été nommé pour le remplacer avec effet immédiat.  En août 2015, JDT a défendu le titre de la Super League de Malaisie, devenant champion national pour la deuxième année consécutive.  Le 31 octobre 2015, JDT est devenue la première équipe malaisienne à atteindre la finale de la Coupe AFC.  Lors de la finale, qui s'est tenue à Douchanbé , au Tadjikistan , ils ont battu le FC Istiklol 1-0 avec un but marqué par Leandro Velazquez .  En conséquence, JDT est devenu le premier club d'Asie du Sud-Est à remporter un titre continental.
Lors de l'ouverture de la saison 2016, JDT a devancé Selangor dans une victoire de 7 à 6 aux tirs au but, défendant avec succès le titre de Piala Sumbangsih.  Au cours de la même saison, JDT a décroché son tout premier titre de la Malaysia FA Cup après avoir remporté une victoire 2-1 contre le PKNS FC.  C'était la première fois qu'une équipe de club soulevait le trophée depuis sa création en 1990. JDT a remporté son troisième titre de champion consécutif lors de la 20e journée de la saison 2016 avec une victoire 3-0 sur Terengganu.  Le club est devenu la première équipe à remporter trois titres de champion consécutifs - un exploit jamais réalisé auparavant par aucune équipe depuis la création du championnat de la ligue nationale en 1982. Également au cours de la saison 2016, JDT a réussi à terminer la ligue sans défaite, devenant ainsi le premier jamais club en Malaisie pour l'avoir fait. 
Le 18 janvier 2017, JDT a annoncé qu'ils s'étaient séparés de Mario Gómez à peine deux jours avant l'ouverture de la saison.  Le club a promu le Mexicain Benjamin Mora de JDT II pour entraîner l'équipe pour la saison 2017.  Le 21 janvier 2017, malgré une avance de 1 à 0 à la mi-temps, JDT s'est vu refuser un troisième Piala Sumbangsih d'affilée après avoir perdu 5 à 4 lors des tirs au but contre Kedah.  Lors des barrages de qualification de la Ligue des champions de l'AFC 2017, JDT a atteint le tour des barrages pour la première fois de son histoire, après avoir éliminé Bangkok United au deuxième tour préliminaire après tirs au but.  Au tour des barrages, JDT a perdu 3-0 contre l'équipe japonaise Gamba Osaka. À la suite de cela, Perak a battu JDT 2-1 et a mis fin à la séquence sans défaite record du club de 26 matches de championnat remontant au match d'ouverture de la saison 2016.
Pendant la pause de mi-saison 2017, JDT a rétrogradé Mora à son poste précédent d'entraîneur-chef de la deuxième équipe.  Le club a nommé le portugais Ulisses Morais comme nouveau manager de l'équipe principale.  Morais a mené l'équipe à son quatrième titre de champion consécutif;  avec JDT confirmé avoir décroché le titre de Super League 2017 le 5 août 2017 avec trois matchs à jouer.
Lors du congrès du JDT qui s'est tenu début octobre 2017, Tunku Ismail a effectué plusieurs mouvements majeurs dans l'État de Johor.  Toutes les associations de football basées sur la race de l'État ont été dissoutes.  Cependant, ces équipes seront autorisées à continuer à participer en tant que clubs de football aux compétitions nationales.  Quant au club, une restructuration majeure de l'organisation a été faite pour assurer le succès futur à la fois en dehors et sur le terrain.  Parmi eux figuraient la nomination de Martin Hugo Prest en tant que nouveau directeur sportif, tandis que l'ancien directeur sportif, Alistair Edwards, a été réaffecté en tant que directeur technique du club, responsable de toutes les équipes de développement, y compris JDT II, l'équipe évoluant dans la Premier League malaisienne en tant que  une équipe de développement au lieu d'un club nourricier.

## Palmarès
- Coupe de l'AFC (1) :
  - Vainqueur en 2015

- Championnat de Malaisie (11) :
  - Vainqueur en 2014, 2015, 2016, 2017, 2018, 2019, 2020, 2021, 2022, 2023, 2025

- Coupe de Malaisie (5)
  - Vainqueur en 2017, 2019, 2022, 2023 et 2025
  - Finaliste en 2014 et 2021

- Coupe de la Fédération de Malaisie (3) :
  - Vainqueur en 2016, 2022 et 2023
  - Finaliste en 2013.

- Supercoupe de Malaisie (8) :
  - Vainqueur en 2015, 2016, 2018, 2019, 2020, 2021, 2022 et 2023